# Нишат, Джамила
Джамила Нишат (англ. Jameela Nishat; род. 1955, Хайдарабад, Индия) — индийская мусульманская поэтесса на языке урду, магистр в области английской литературы и специалист в области театрального искусства, феминистка. Лауреат премий Макдум (1972) и Дэви (2015).

## Биография
Джамила Нишат родилась в 1955 году в Хайдарабаде в семье из среднего класса. Её отец, Сеид Бин Мохаммад, был художником-портретистом. Обучалась в университете Османия, где изучала английскую литературу. В течение двенадцати лет преподавала английский язык и возглавляла школу для детей-инвалидов. 
Она начала писать стихи на урду в раннем возрасте. В 1970 году было опубликовано первое стихотворение юной поэтессы. Вскоре после этого её стихи были опубликованы в журнале «Китаб Нума», издававшимся университетом Джамия Миллия в Дели, следом во многих других поэтических журналах. Её первый поэтический сборник «Лава» вышел только в 2000 году. Поэт Хошанг Мерчант перевёл несколько стихотворений из этого сборника на английский язык, которые были опубликованы в издательстве Академии Сахитья в 2008 году. В 2015 году был издан четвёртый поэтический сборник Джамилы Нишат. Некоторые её стихотворения вошли в собрания ряда антологий.
В 1999 году в издательстве «Спарроу» вышла брошюра с биографией поэтессы. Она была одним из спикеров Хайдарабадского литературного фестиваля в 2013 году и входила в группу поэтесс-феминисток на конференции «Сто тысяч поэтов перемен», проходившей с 3 по 8 июня 2015 года в Салерно, в Италии.
В 2012 году Джамила Нишат основала благотворительную общественную организацию «Коллектив мучениц» для оказания помощи индийским женщинам-мусульманкам в искоренении бытового и социального насилия, особенно принудительных браков и принуждения к занятию проституцией.

## Сочинения
- «Лава» (англ. Lava) (2000)
- «Ламхей Ки Анх» (англ. Lamhey Ki Ankh) (2002)
- «Ламс Ки Савгхат» (англ. Lams Ki Sawghat) (2006)
- «Бабочка ласк» (англ. Butterfly Caresses) (2015)

## Видеозаписи
- Ms.Jameela Nishat — Shaheen Women’s Resource and Welfare Association — Джамила Нишат на телевизионном канале Vanitha TV.  (хинди)